# Ram (Pitoa)
Pour les articles homonymes, voir Ram.
Ram est un village situé dans la région du nord du Cameroun au sein du département de la Bénoué (chef-lieu Garoua), entre le 9° 50' Nord et 13° 50' Estl. 
Il est l'un des 61 villages de la commune de Pitoa.

## Climat
A l'instar de sa commune, Ram bénéficie d'un climat du type Soudano-Sahélien, caractérisé par une saison sèche qui dure 6 mois et une saison de pluies allant de Mai à octobre avec de grandes irrégularités.

## Ressources naturelles
Tous les villages de la commune sont situés sur une zone de polyculture. En plus de cette zone, Ram se situe également sur une zone marquée par la présence d'un massif forestiers et de cours d'eau.

## Populations
Les données issues du Plan Communal de Développement (mai 2015) de la commune de Pitoa, fait état d’une population de 722 habitants au sein du village de Ram (soit près de  0,61 % de la population de la commune).

## Agriculture
A l'instar de la quasi-totalité des villages de la commune de Pitoa, Ram fait face à une baisse de sa compétitivité agricole.

## Élevage
L'activité d’élevage à Ram est à l’image de celle de l’agriculture, marquée par une faiblesse de production animale et halieutique.

## Commerce
L'activité de commerce connait également des difficultés. En effet, les commerçants du village de Ram font face à des difficultés de commercialisation de leurs différents produits.

## Projets sociaux prioritaires
Le Plan Communal de Développement (mai 2015) de la commune de Pitoa a identifié cinq (05) projets primordiaux pour le développement social de Ram. Le classement de ces projets se présente comme suit :
- Créer une école maternelle
- Construire des salles de classe
- Créer un CES bilingue
- Créer 1 forage
- Affecter des enseignants

## Projets économiques prioritaires
Sur le plan du développement économique de Ram, le Plan Communal de Développement (mai 2015) de la commune de Pitoa mise envisage :
- Appuyer les producteurs en semences améliorées
- Former les producteurs à l'agropastoralisme
- Installer un moulin à céréale